# Comuna Costești, Vaslui
Costești este o comună în județul Vaslui, Moldova, România, formată din satele Chițcani, Costești (reședința), Dinga, Pârvești, Puntișeni și Rădești.

## Demografie
Componența etnică a comunei Costești
     Români (92,45%)
     Alte etnii (7,55%)
Componența confesională a comunei Costești
     Ortodocși (91,76%)
     Alte religii (0,52%)
     Necunoscută (7,71%)
Conform recensământului efectuat în 2021, populația comunei Costești se ridică la 2.477 de locuitori, în scădere față de recensământul anterior din 2011, când fuseseră înregistrați 2.953 de locuitori. Majoritatea locuitorilor sunt români (92,45%). Din punct de vedere confesional, majoritatea locuitorilor sunt ortodocși (91,76%), iar pentru 7,71% nu se cunoaște apartenența confesională.

## Istorie
La sfârșitul secolului al XIX-lea, comuna făcea parte din plasa Simila a județului Tutova și era alcătuită doar din satul de reședință cu același nume, având o populație de 1586 de locuitori. În comună exista o școală primară de băieți și trei biserici. La acea vreme, pe teritoriul actual al comunei, funcționa în aceiași plasă și comuna Puntișeni, ce era alcătuită din satele Puntișeni, Pârvești și Chițcani, cu o populație de 1012 de locuitori. În comună funcționa o școală mixtă și patru biserici.
Anuarul Socec din 1925 consemnează comunele în plasa Murgeni din același județ, cu aceleași alcături. Comuna Costești avea o populație de 1800 de locuitori, iar comuna Puntișeni – 1218, fiindu-i alipit și satul Rădești. În anul 1931, pe teritoriul comunei Puntișeni, apar și satele Sârbi și Strâmtura-Mitoc.
În 1950, comuna a fost înglobată în regiunea Bârlad, iar șase ani mai târziu în regiunea Iași.
În anul 1968, se revine la împărțirea țării pe județe, iar comunele au fost transferate județului Vaslui. Cu această ocazie, comuna Puntișeni a fost desființată și inclusă în comuna Costești, fiindu-i între timp alipit și satul Dinga (anterior în comuna Bogdănești), iar satele Strâmtura-Mitoc și Sârbi au fost transferate comunei Banca.

## Politică și administrație
Comuna Costești este administrată de un primar și un consiliu local compus din 11 consilieri. Primarul, Vasile Puf[*], de la Partidul Social Democrat, este în funcție din 1 noiembrie 2024. Începând cu alegerile locale din 2024, consiliul local are următoarea componență pe partide politice:
|  | Partid                          | Consilieri | Componența Consiliului | Componența Consiliului | Componența Consiliului | Componența Consiliului | Componența Consiliului |
|  | ------------------------------- | ---------- | ---------------------- | ---------------------- | ---------------------- | ---------------------- | ---------------------- |
|  | Partidul Social Democrat        | 5          |                        |                        |                        |                        |                        |
|  | Alianța pentru Unirea Românilor | 4          |                        |                        |                        |                        |                        |
|  | Partidul Național Liberal       | 1          |                        |                        |                        |                        |                        |
|  | Partidul Mișcarea Populară      | 1          |                        |                        |                        |                        |                        |

## Obiective turistice
- Mănăstirea Pârvești

## Personalități născute aici
- Georgică Alexandrache, (n.1933 - d.1999), deputat